# دهستان حتی
دهستان حتی نام دهستانی در بخش حتی شهرستان لالی، استان خوزستان در ایران است. براساس سرشماری مرکز آمار ایران در سال ۱۳۸۵، جمعیت آن ۵۱۲۱ نفر (۸۵۶ خانوار) بوده‌است.